# 衣笠城 (紀伊国)
衣笠城（きぬかさじょう）は、紀伊国（現・和歌山県田辺市中三栖）にあった日本の城。

## 概要
鎌倉時代、南部庄・三栖庄・秋津庄の地頭である愛洲経信が衣笠山に築城し、1247年（宝治元年）の宝治合戦以降に職を辞した経信が晩年に南部館から居城を移し、以降、紀伊愛洲氏の居城となった。田辺市立三栖小学校の北西に位置する。
南面に熊野街道中辺路および田辺湾、北面に秋津野を見下ろす要衡であった。
廃城年は不明だが、1615年（慶長20年）、愛洲直俊が浅野長晟に従って大坂夏の陣に参戦し、樫井の戦いで討死し、これ以降、帰農しているところから廃城もこの前後と思われる。
城は山城で、遺構として石垣がわずかに残されている。
第二次世界大戦末期には、田辺海兵団（第6特攻戦隊司令部）により桜花43乙型の特攻基地（カタパルト）が設営されていた。